# Ardenas (región)
La región de Ardenas  (en francés: Ardennes, en neerlandés: Ardennen) es una región de bosques extensos y colinas, en los países de Bélgica, Luxemburgo y una parte de Francia, correspondiente al departamento de Ardenas, en la región de Gran Este.
El nombre procede probablemente del vocablo celta «Ar Duen», que significa «La Negra», relacionado con diferentes selvas negras o montañas negras de la toponimia.

## Geografía
Buena parte de las Ardenas está cubierta por vegetación forestal y colinas que alcanzan entre los 300 y 500 metros, y casi los 650 en la zona de Hautes Fagnes, en el noreste de Bélgica, siendo el punto más alto la Signal de Botrange, de 694 metros, situada en la provincia de Lieja. Abundan los valles circundados por ondulados ríos, siendo el más importante el ubicado en Mosa. Las principales ciudades de la región, Lieja y Namur, se encuentran ambas en dicho valle. Las Ardenas son una región escasamente poblada y las poblaciones están separadas por grandes bosques.
La montaña Eifel en Alemania forma también parte de la región y presenta la misma formación geológica, aunque tradicionalmente no se la ha considerado parte de ella por encontrarse en otro país, no habiendo por lo tanto correspondencia entre la geografía física y la política.

## Historia
La región toma su nombre de Arduenna Silva, un amplio bosque de la Antigua Roma que se extendía desde el río Sambre en la actual Bélgica hasta el Rin en la actual Alemania. 
Las primeras referencias de Arduenna Silva se encuentran en De bello Gallico, libro de Julio César sobre la guerra de las Galias, que la describe como un bosque con una longitud de 500 millas itálicas, que equivalen a unos 700 kilómetros actuales. 
El crecimiento de la población fue muy lento por múltiples causas: su clima es peor (más frío) que el de las regiones vecinas, los ríos, salvo dos, no son navegables, y las tierras tienen escasa productividad agrícola.
La posición estratégica de la región hizo que fuera frecuentemente un punto de interés y ambición por parte de las monarquías europeas. Cambió de manos varias veces durante la Edad Moderna, con muchas partes incorporadas a Francia, Alemania, Bélgica, los antiguos Países Bajos Españoles y el antiguo Reino Unido de los Países Bajos. Durante las grandes guerras del siglo XX, las Ardenas fueron un lugar inhóspito para operaciones militares debido a su difícil terreno y la falta de medios de comunicación.
Sin embargo, tanto en la Primera como en la Segunda Guerra Mundial, los alemanes pudieron atravesar con éxito la zona para atacar Francia. Durante las Guerras Mundiales se libraron dos importantes batallas en las Ardenas: la batalla de Francia y la batalla de las Ardenas, donde muchas ciudades y pueblos de la región fueron seriamente dañados durante los combates.

### Segunda Guerra Mundial
Las Ardenas fueron un escenario de importancia durante la Segunda Guerra Mundial, tanto en su etapa inicial como en su etapa final.
El 10 de mayo de 1940, el ejército alemán lanzaba el grueso de sus tropas de invasión a través de los bosques situados en este departamento. Lo inesperado del plan por parte de la inteligencia militar aliada, que consideraba las Ardenas como un lugar impenetrable, hizo de esta operación un gran éxito alemán y trajo como resultado la caída de Francia y los Países Bajos en siete semanas en la denominada batalla de Francia.
Cuatro años después y con los mismos actores se repitió en parte la historia de la primera batalla en las Ardenas, pero esta vez —aunque en el inicio fue muy semejante— el resultado fue completamente diferente. Tras el desembarco de Normandía, y las primeras batallas en el continente europeo en su Frente Occidental, los Aliados estaban llevando a cabo un avance espectacular. Las ansias de acelerar aún más este, y acortar la invasión vía Países Bajos por parte de los ingleses, hizo que estos sufrieran una derrota en Bélgica, en la Operación Market Garden, y como consecuencia la guerra se estabilizó, permitiendo a la Alemania nazi un respiro que aprovecharía para rearmarse y reemplazar soldados, principalmente bajas de infantería. Nadie en el lado aliado contaba entonces con una contraofensiva alemana, pero Hitler ideó un ambicioso plan que utilizaría las Ardenas, una vez más, como paso de tropas hacia Francia. El objetivo no era otro que la toma de Amberes, aislando así al ejército inglés y forzando una negociación que permitiría una tregua en el Frente Occidental para concentrar todo el poder militar en el Frente Oriental, donde los rusos avanzaban vertiginosamente. La Batalla de las Ardenas fue en principio un gran éxito alemán, pero finalmente las tropas alemanas, debido principalmente a la falta de combustible para los tanques y la superioridad aérea aliada, se quedaron a menos de 100 kilómetros del objetivo, Amberes. Esta sería la última gran ofensiva lanzada por los alemanes en el Frente Occidental.

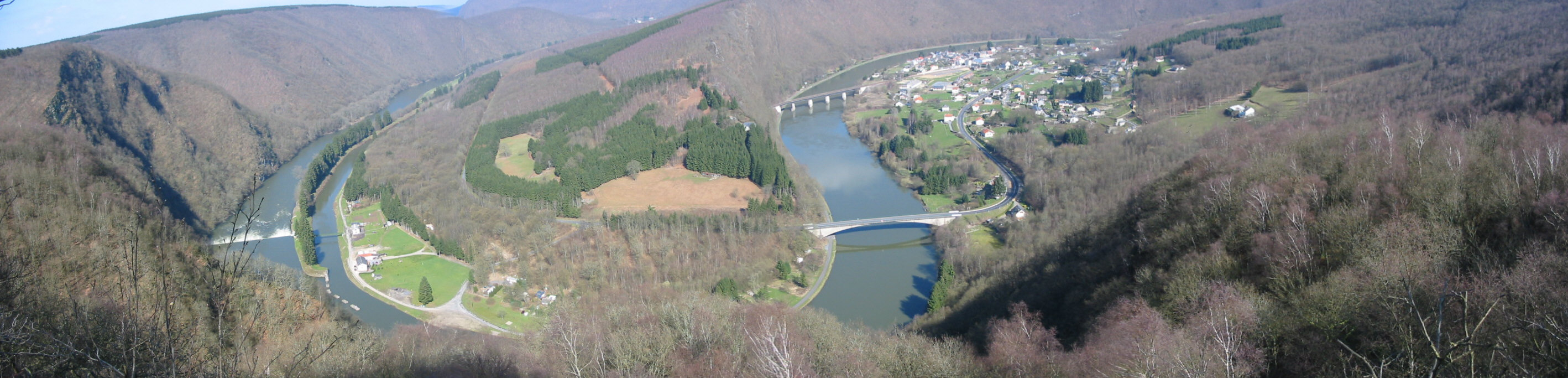
Vista del río Mosa atravesando las Ardenas francesas.

## Economía
El terreno ondulado y boscoso limita las posibilidades de practicar la agricultura, aunque gracias al arado y otras aplicaciones artificiales, la actividad agrícola pudo desarrollarse relativamente bien. La región es rica en madera y minerales, con Lieja y Namur como principales centros industriales. 
Los bosques extensos han dado también cierta importancia a la caza. La hermosura de sus paisajes naturales le ha conferido atractivos turísticos, donde el visitante puede desarrollar varias actividades, como cazar, pasear en bicicleta, caminar y navegar en canoa por sus ríos y arroyos.
Actualmente es una importante reserva ecológica para las regiones industriales vecinas y su principal actividad económica es el turismo.